# Capela de São João Batista (Parque Florestal das Sete Fontes)

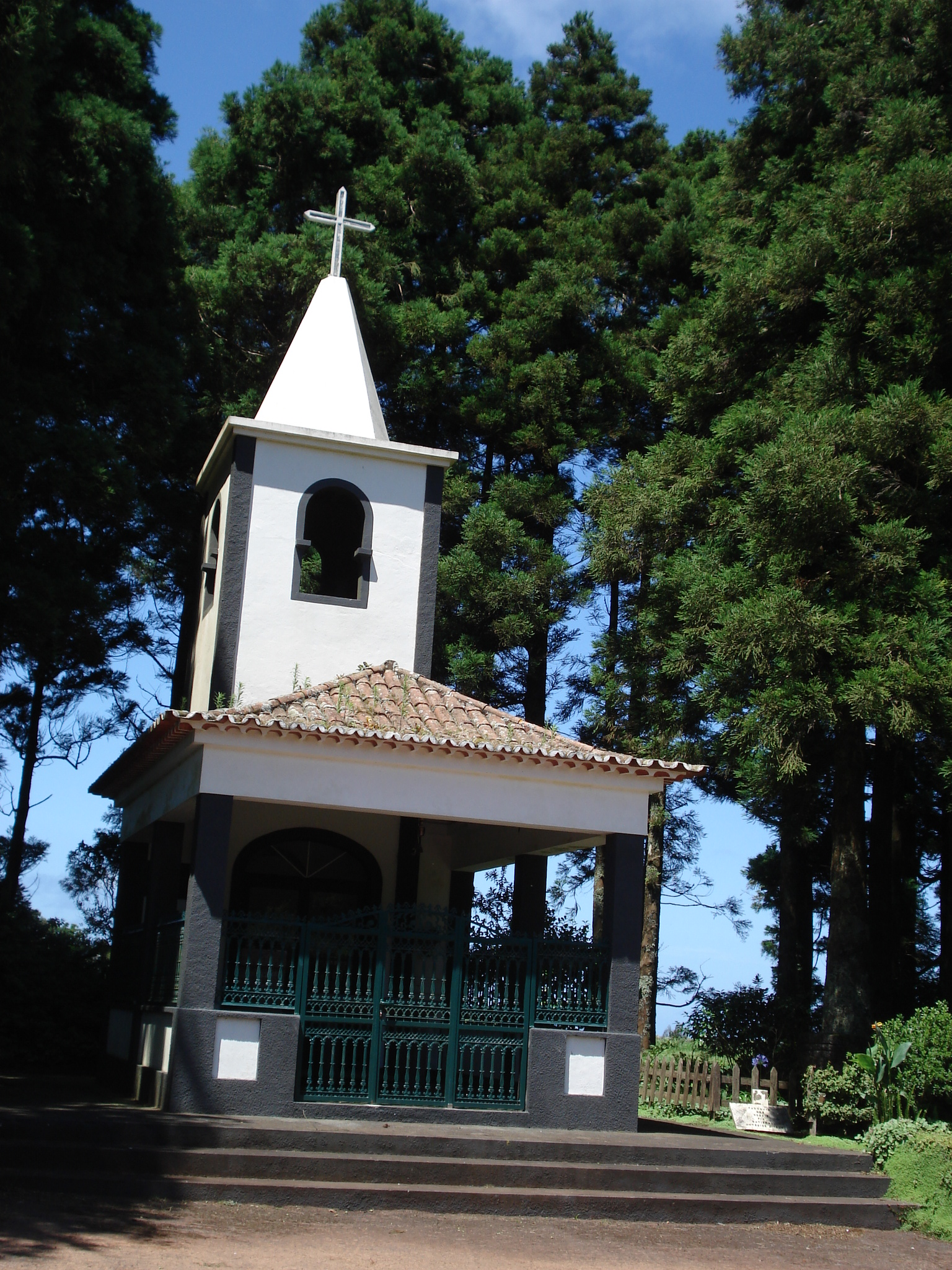

A Capela de São João Baptista é uma capela portuguesa construída dentro do Parque Florestal das Sete Fontes, localizado na localidade dos Rosais, na Ponta Nordeste da ilha, no concelho de Velas, ilha de São Jorge, arquipélago dos Açores.
Esta capela apresenta-se como um templo religioso Cristão moderno cuja construção ocorreu nos finais dos anos 1970 do século XX. Possui esta capela uma torre central e um alpendre fronteiro, local este onde se encontra a primitiva pia baptismal da Igreja da Nossa Senhora do Rosário, dos Rosais e também um altar destinado a ser usado durante as missas campais que se realizam neste parque durante o mês de Agosto de cada ano, por altura das festividades do imigrante.